# Gaspar de Witte
Gaspar de Witte (variace na jeho křestní jméno: Caspar, Jasper a Jaspar) (křt. 5. října 1624, Antverpy – 20. března 1681, Antverpy) byl vlámský malíř se zaměřením na krajinomalbu.

## Životopis
Gaspar de Witte se narodil v Antverpách jako syn Petera de Witte II a Barbary Remeeus. Byl členem prominentní malířské rodiny. Jeho otec a jeho bratři Peter de Witte III a Jan Baptist de Witte byli malíři. Gaspar byl také kmotrem Gerarda Segherse, významného antverpského malíře. Gaspar de Witte se učil malovat u svého otce, který se specializoval na krajiny, interiéry církevních staveb a náboženské obrazy. V roce 1646 Gaspar de Witte odcestoval do Říma, kde se připojil k Bentvueghels, sdružení převážně nizozemských a vlámských umělců zde pracujících. V Bentvueghels bylo obvyklé při přijetí nového člena dát mu pro něho charakteristickou přezdívku, tzv. „Bentname“ (ohnuté jméno). Gaspar de Witte dostal přezdívku Grondel (malá, jedlá evropská sladkovodní ryba, kterou rybáři často používají jako návnadu). Důvod, proč byl pojmenován po tomto druhu ryb, není znám. Kolem roku 1648 pobýval údajně ve Francii.
Po návratu do Antverp se Gaspar v roce 1650 stal „winemaster“ (tak byl označován syn mistra) v antverpském cechu Svatého Lukáše. Gaspar de Witte také provozoval malý obchod s malířskými potřebami. Vytvořil rytinu portrétu rytce Richarda Collina podle obrazu malíře Antona Goubaua. Rytina byla publikován v knize Cornelise de Bie ze 17. století o vlámských malířích Het Gulden Cabinet.
Gaspar de Witte byl učitelem Cornelise Huysmanse a možná i Adriaena Verdoela.

## Dílo

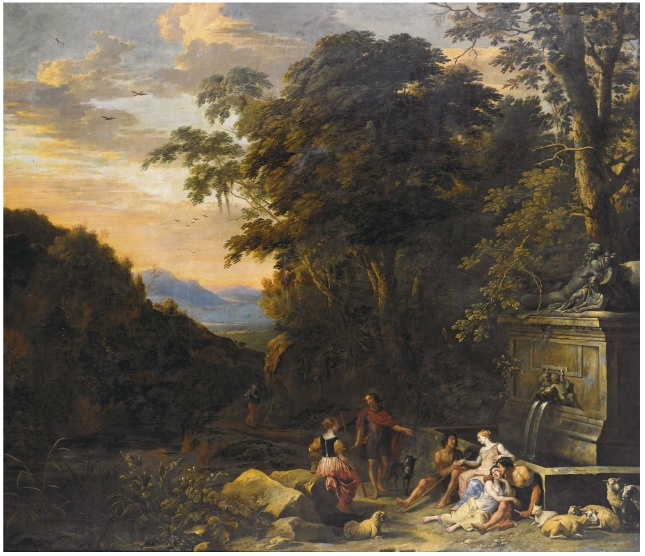
Italská krajina s pastýři u fontány

Gaspar de Witte často nemaloval v plenéru, italskou krajinu si zapamatoval a spolupracoval na krajinomalbě s dalšími umělci na jejich obrazech, dnes v různých galeriích.

### Krajinomalba
Jeho krajiny jsou podobné krajinám jeho současných malířů krajinářů pracujících v Bruselu. Většina z nich není v italském stylu, jež byl v té době populární ve Flandrech, ale často do nich vnášel některé italské antické stavby, aby přece jen reagoval na poptávku místního trhu. Jeho krajiny často zahrnovaly pastorační scény s pastýři, náboženské scény nebo žánrové scény, jako jsou vesnické trhy nebo slavnosti s tanci. Na svých obrazech často spolupracoval s dalšími malíři, kteří mu domalovávali postavy. Na čtyřech obrazech spolupracoval s Antonem Goubauem v italizaci krajiny.
Kromě imaginárních krajin vytvořil také řadu topografických pohledů na venkovská stavení. I ty byly často výsledkem spolupráce s jinými malíři. Ti mu malovali postavy. Příkladem je obraz Pohled na hrad Schoten, který byl vytvořen ve spolupráci s malířem Gonzalesem Coquesem. Tato kompozice ukazuje pohled z ptačí perspektivy na hrad Schoten v Schotenu. Postavy dvou žen a chlapce v pravém rohu namaloval Coques. Dalším příkladem spolupráce s Coquesem je portrét obraz Portrét Clary Rubensové s její rodinou, který ukazuje Claru Rubensovou, dceru Petera Paula Rubense, s její rodinou na pozadí krajiny s hradem Merksem.

### Obrazy galerií
Gaspar de Witte byl spolupracovníkem na několika kompozicích patřících do žánru „galerijních obrazů“. Žánr „galerijní malby“ pochází z Antverp, kde Frans Francken mladší a Jan Brueghel starší byli prvními umělci, kteří kolem let 1620 malovali obrazy uměleckých galerií či kabinetů kuriozit. Obrazy galerií zobrazují velké místnosti, ve kterých se v elegantním prostředí vystavuje mnoho obrazů a dalších cenných předmětů. Nejstarší práce v tomto žánru představovaly umělecké kompozice spolu s dalšími předměty, jako jsou vědecké nástroje nebo zvláštní přírodní exempláře. Žánr se stal okamžitě velmi populárním a následovali ho další umělci jako Jan Brueghel mladší, Cornelis de Baellieur, Hans Jordaens, David Teniers mladší, Gillis van Tilborch, Wilhelm Schubert van Ehrenberg a Hieronymus Janssens. Zobrazované obrazové galerie byly někdy skutečnými galeriemi. Většina však byla pouze imaginárními galeriemi, které někdy dokonce zobrazovali alegorické postavy.
Příkladem galerijního malířství Caspara de Witte je interiér kabinetu sběratelů umění s mnoha návštěvníky, což je spolupráce s Hieronymem Janssensem a Wilhelmem Schubertem van Ehrenbergem. Kompozice zobrazuje imaginární uměleckou galerii s mnoha návštěvníky, kteří diskutují o některých uměleckých dílech v galerii a oceňují je. Tento galerijní obraz ukazuje pozdější vývoj žánru iniciovaném Davidem Teniersem mladším, který z galerie vyloučil umělecké předměty. Postavy v galerijní malbě jsou vyobrazeny jako by byly součástí elity, která má privilegované znalosti, tj. schopnost ocenit umění. Žánr galerijních maleb se v té době stal prostředkem, který zdůrazňoval představu, že schopnost oceňování umění spojená s jeho rozlišováním je společensky nadřazená nebo více žádoucí než jiné formy poznání.

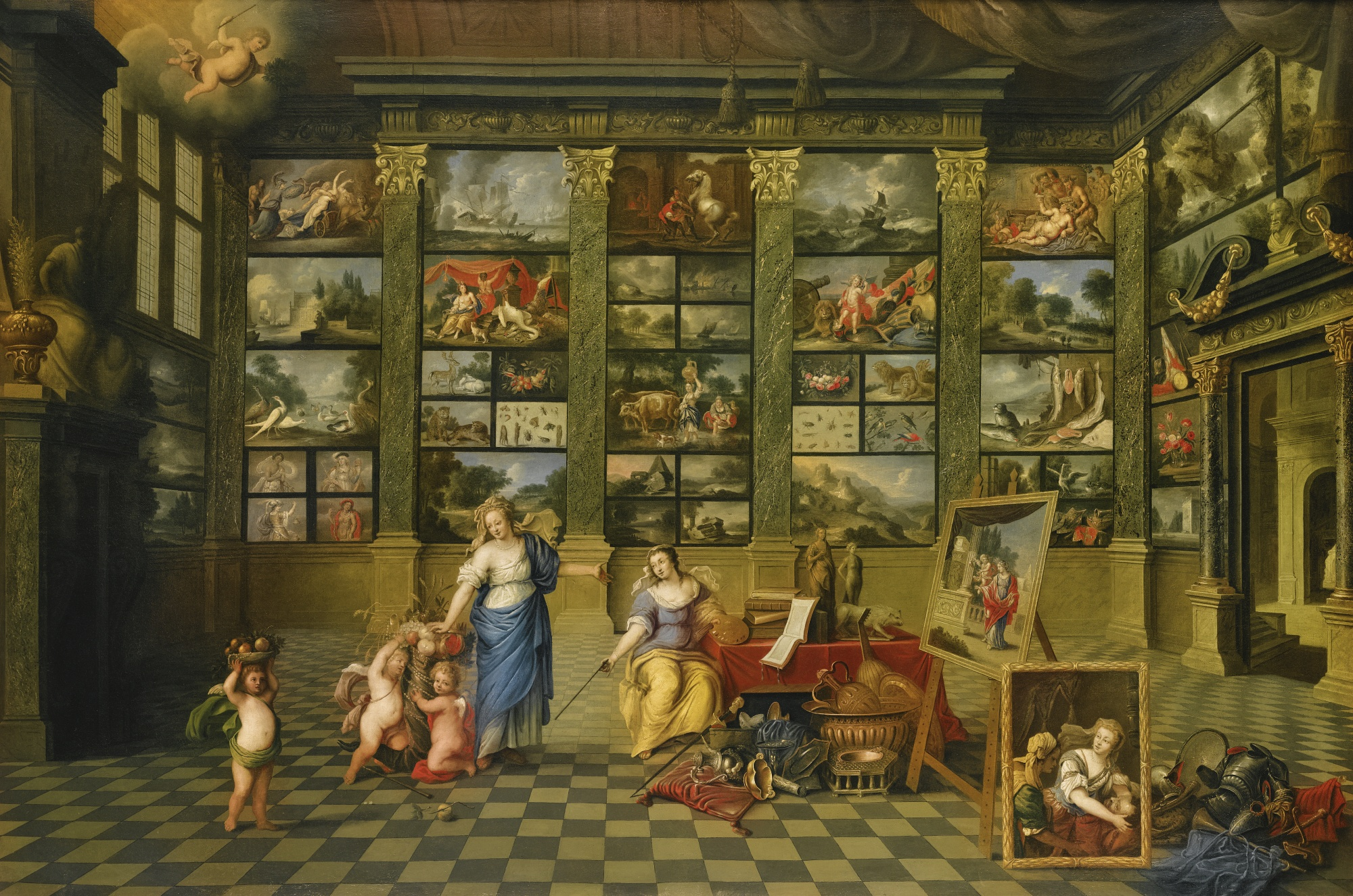
Alegorické ženské postavy Nature a Pictura v umělecké sbírce s reprezentativními antverpskými plátny

Gaspar de Witte byl nedávno identifikován jako pravděpodobný autor alegorického galerijního obrazu známého jako Alegorické ženské postavy Nature a Pictura v umělecké sbírce s reprezentativními antverpskými plátny. Spíše skutečné zobrazení obrazové galerie se sběrateli, obchodníky s uměním nebo slavnými malíři, spadá tato kompozice do alegorického typu galerijního obrazu, protože do díla vkládá dvě alegorické postavy. Postava vlevo zosobňuiící „Hojnost“ má kolem sebe tři putti nesoucí roh hojnosti, symbolizující velkorysost hojnosti. Vedle ní je zosobnění „Pictury“ tedy Malby, které je identifikováno paletou v jejích rukou. Sochy a knihy na stole a hudební nástroj níže odkazují na ztělesnění umění obecně. Alegorie byla zamýšlena jako alegorie míru nebo důsledků míru, protože v pravém dolním rohu galerie jsou zobrazeny důsledky války, naházené na hromadu. Obraz lze také považovat za alegorickou reprezentaci vanitas, obraz zátiší nizozemského žánru 17. století obsahující symboly smrti nebo změny jako připomínky nevyhnutelnosti a světského pronásledování. Také jako alegorie války, což je přechodný stav, ve srovnání s uměním a láskou, která vydrží navždy.
Gaspar de Witte byl jedním ze spolupracovníků Jacoba de Formentroua na jeho obraze Kabinet obrazů, v současné době v Královské sbírce v Londýně. Zobrazuje místnost plnou obrazů s postavami lidí, kteří jsou obvykle interpretováni jako umělečtí znalci. Různé obrazy, které jsou zavěšeny na stěnách místnosti, představují díla předních umělců z Antverp v polovině 17. století. Obraz Kabinet obrazů zobrazuje imaginární galerii a lze jej považovat za shrnutí toho nejlepšího, co umělci v polovině 17. století mohli namalovat v Antverpách. Předpokládá se, že obrazy na stěnách této imaginární galerie byly skutečně namalovány příslušným umělcem. Předpokládá se, že Gaspar de Witte maloval krajinu vpravo od dveří, kde se podepsal jako G.D.WITTE. Skutečnost, že de Witte byl vybrán k účasti na tomto díle ukazuje úctu, která mu byla v té době v Antverpách prokazována.

## Galerie

Krajina s cestujícími a řekou
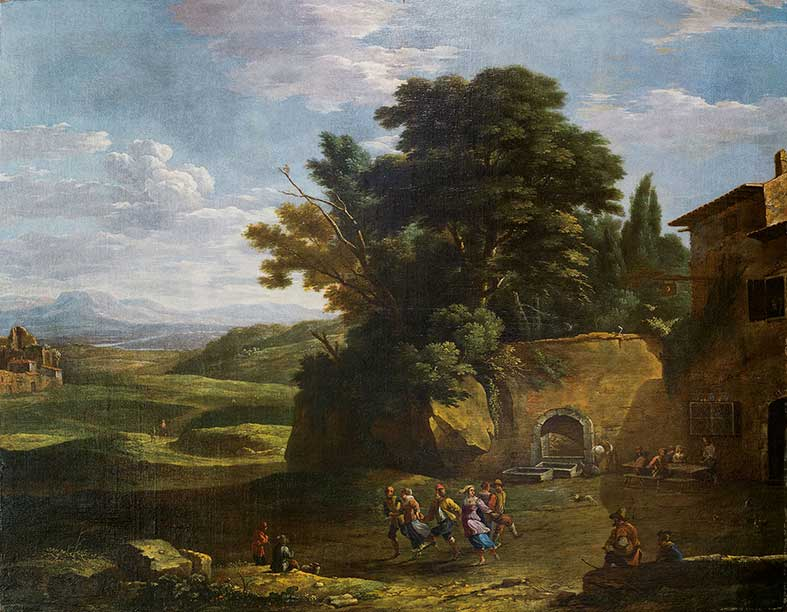
Krajina s římským saltarello
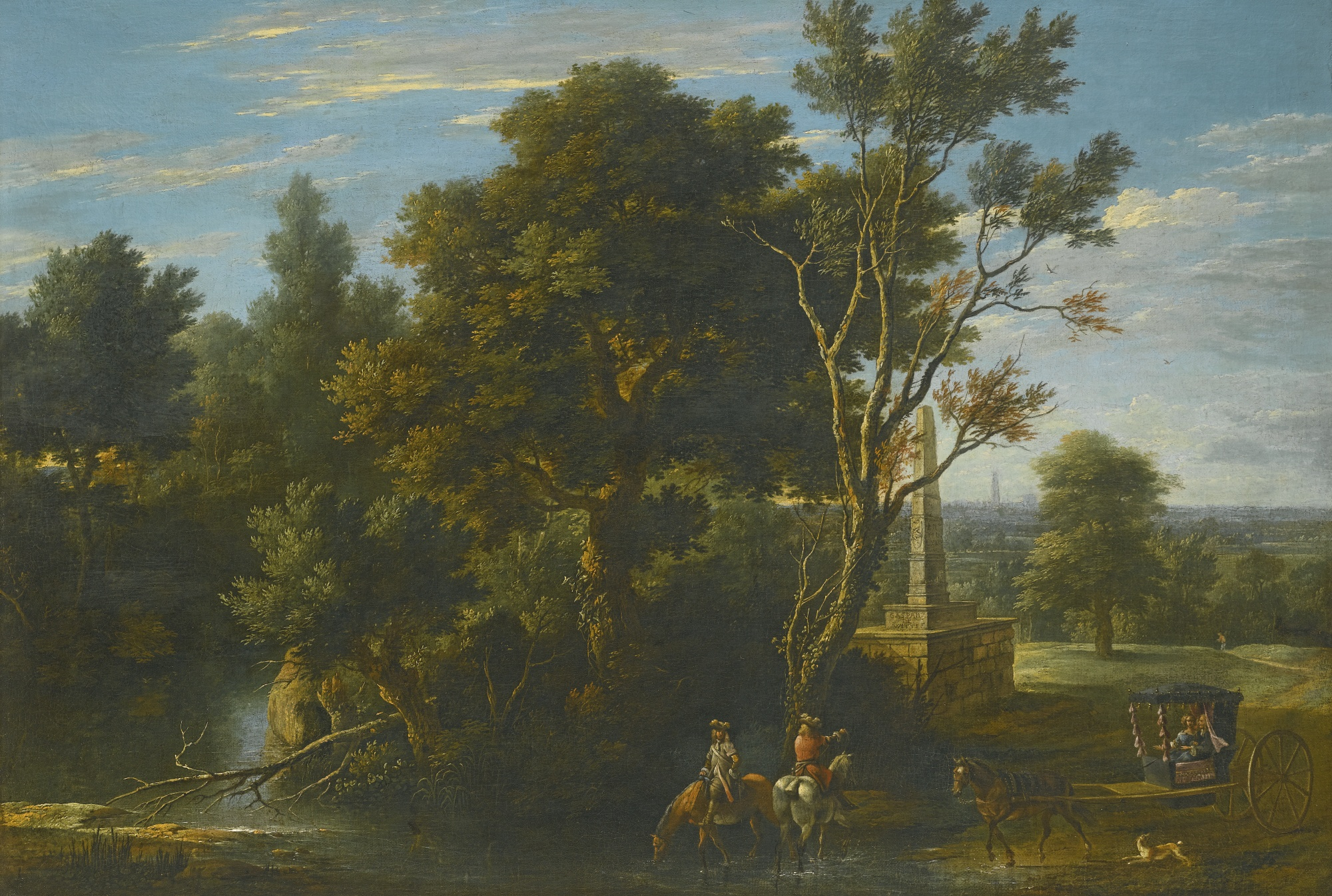
Krajina s cestovateli odpočívá u řeky
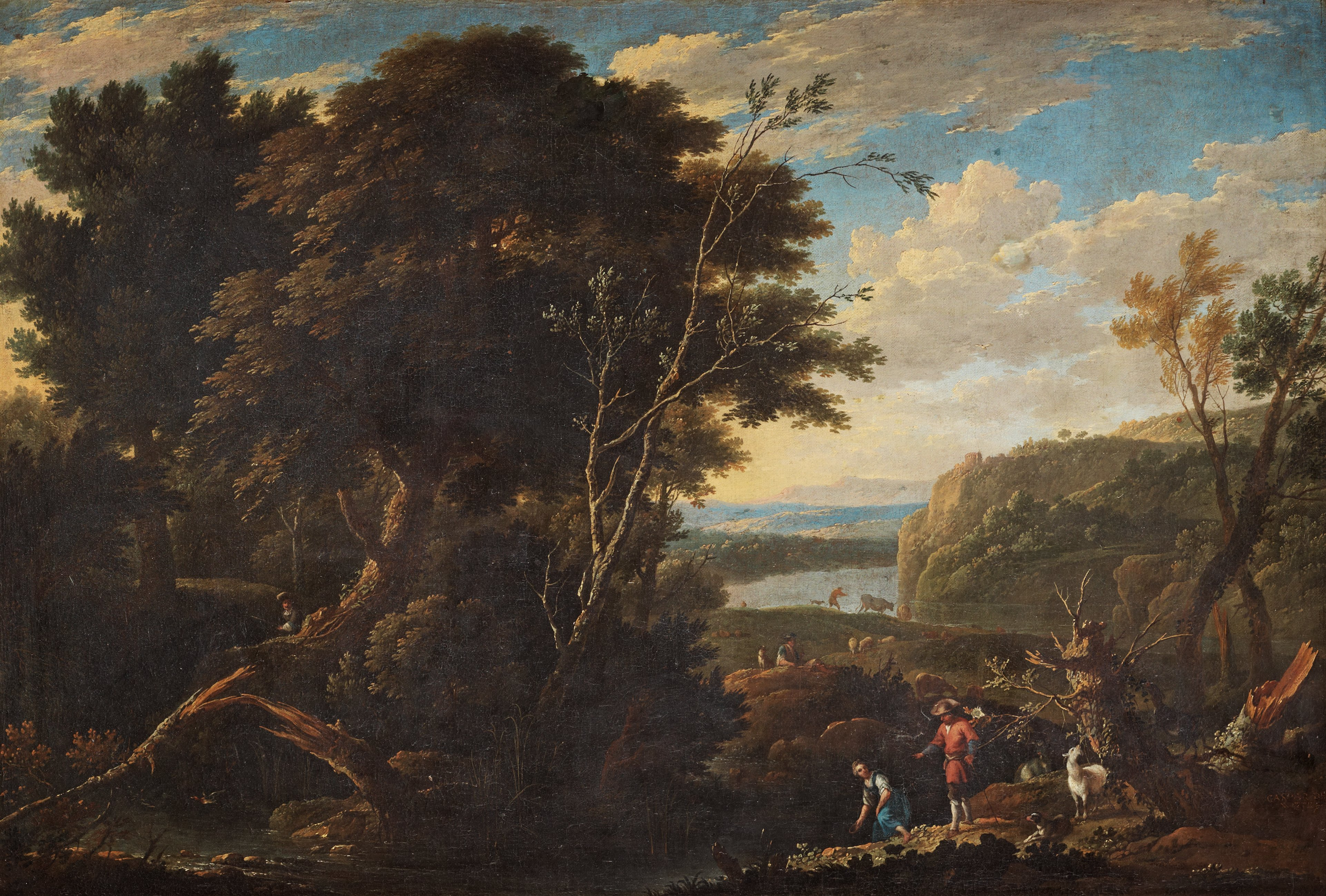
Krajina s postavami a kůzletem, 1646–1681
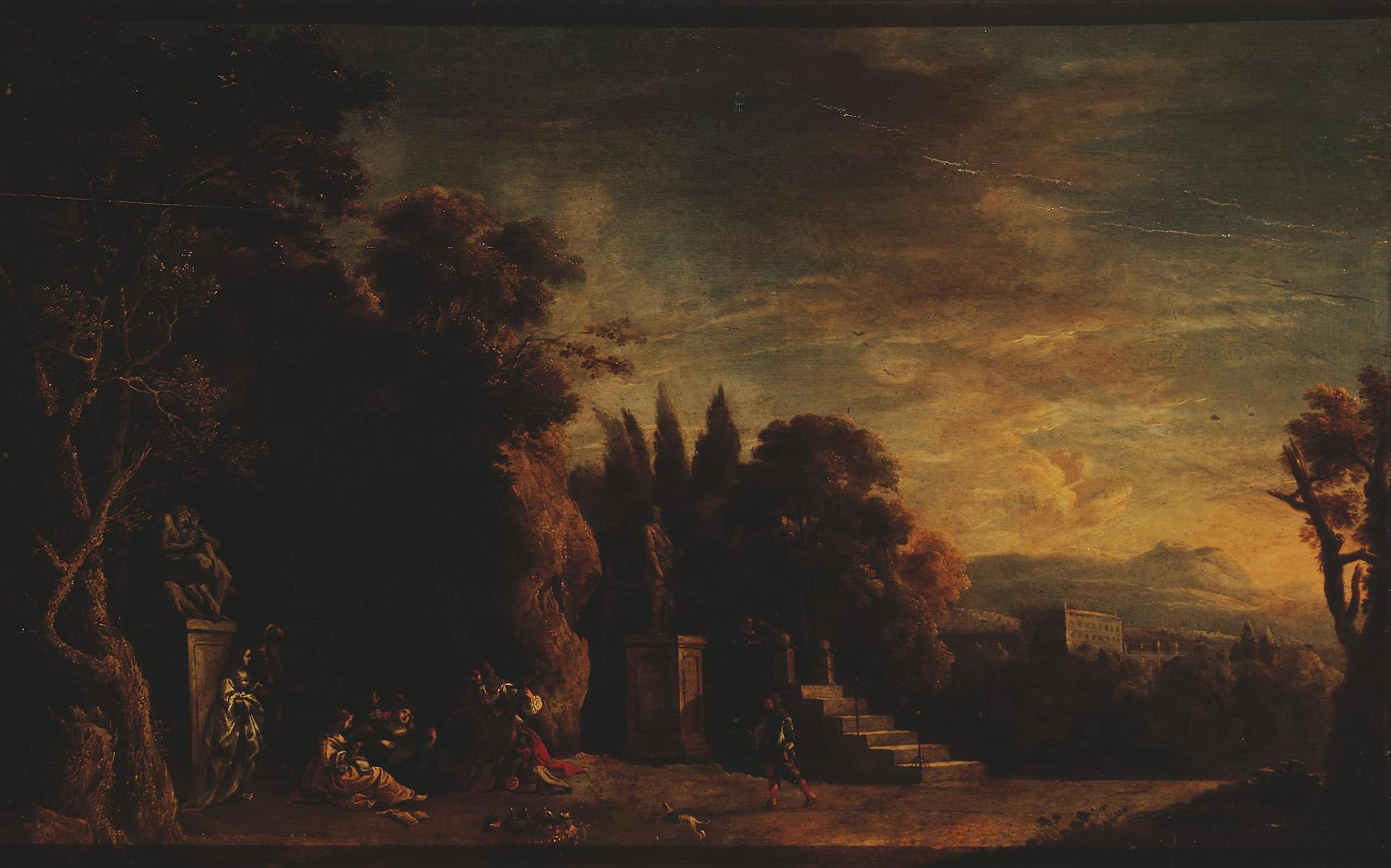
Koncert v parku, 1650